# Forest City (Iowa)
Forest City és una població dels Estats Units a l'estat d'Iowa. Segons el cens del 2000 tenia 4.362 habitants.

## Demografia
Segons el cens del 2000, Forest City tenia 4.362 habitants, 1.692 habitatges, i 1.084 famílies. La densitat de població era de 404,9 habitants/km².
Dels 1.692 habitatges en un 32,7% hi vivien nens de menys de 18 anys, en un 52,1% hi vivien parelles casades, en un 8,9% dones solteres, i en un 35,9% no eren unitats familiars. En el 31,1% dels habitatges hi vivien persones soles el 13,4% de les quals corresponia a persones de 65 anys o més que vivien soles. El nombre mitjà de persones vivint en cada habitatge era de 2,35 i el nombre mitjà de persones que vivien en cada família era de 2,96.
Per edats la població es repartia de la següent manera: un 24,3% tenia menys de 18 anys, un 14,7% entre 18 i 24, un 24,9% entre 25 i 44, un 21,3% de 45 a 60 i un 14,7% 65 anys o més.
L'edat mediana era de 35 anys. Per cada 100 dones de 18 o més anys hi havia 93,2 homes.
La renda mediana per habitatge era de 40.031 $ i la renda mediana per família de 50.699 $. Els homes tenien una renda mediana de 30.430 $ mentre que les dones 21.883 $. La renda per capita de la població era de 18.285 $. Entorn del 4,7% de les famílies i el 9,7% de la població estaven per davall del llindar de pobresa.

## Poblacions més properes
El següent diagrama mostra les poblacions més properes.